# Hứa Ái Chu
Hứa Ái Chu (tiếng Trung: 許愛周, 1881-1966) là một trong những ông trùm ngành vận chuyển của Hồng Kông. Ông sinh ra và lớn lên tại thôn Bác Lập, huyện Pha Đầu, Quảng Châu Loan, thuộc tô giới Pháp (nay là thị trấn Pha Đầu, thành phố Trạm Giang), tỉnh Quảng Đông, Trung Quốc.

## Tiểu sử
Năm 1899, chính quyền tô giới Pháp đẩy mạnh cho thuê khu vực Quảng Châu Loan (nay là thành phố Trạm Giang), trong các bến cảng và tàu cảng rộng mở của Quảng Châu Loan, và tuyên bố nơi đây là một cảng miễn thuế, đồng thời xây dựng các con đường kết nối với cảng, mở rộng kinh tế cảng đến các khu vực nội địa như Vân Nam, Quý Châu, Tứ Xuyên, Quảng Đông, Quảng Tây và nam Hồ Nam.
Trong hai hoặc ba thập kỷ trôi qua, Quảng Châu Loan đã trở thành một thành phố thịnh vượng và một trung tâm vận chuyển ở phía tây nam. Khi còn trẻ, Hứa Ái Chu đã chứng kiến những thay đổi to lớn trong việc chuyển đổi Quảng Châu Loan từ nền kinh tế nông nghiệp tự nhiên sang xã hội công nghiệp và thương mại.
Hứa Ái Chu chịu ảnh hưởng bởi xu hướng của thời đại, khao khát từ bỏ nông nghiệp để làm kinh doanh. Ông bắt đầu mở cửa hiệu tạp hoá Phúc Thái (福泰号) chuyên bán dầu thực vật như dầu đậu phộng, đay, tỏi.
Sau đó thực hiện nhiều khoản đầu tư như vận hành các sản phẩm thủy sản ở Nao Châu, mở một nhà máy dầu ở thôn Bác Lập và bán dầu ăn chất lượng cao cho San Francisco, Hoa Kỳ. Tại Ngô Xuyên, Xích Khảm, Hà Sơn, Trạm Giang, Nao Châu (硇洲) và nhiều nơi khác, ông cho mở các cửa hàng Nhân Hòa Hiệu (仁和號), Quảng Hoành Thái (廣宏泰), Thiên Nguyên Hiệu (天元號)... Quảng Hoành Thái được thành lập tại Hồng Kông hoạt động trong lĩnh vực nhập khẩu hàng hóa nước ngoài gồm dầu dậu phộng, dầu hỏa và các mặt hàng thủy sản khác. Dần dần phát triển từ cửa hàng tạp hóa đầu tiên trong làng đến đại lý xăng dầu Texaco ở Quảng Châu Loan.
Vào thời điểm này, Quảng Châu Loan đã là một cảng vận chuyển hàng hóa ở Quảng Đông, Quý Châu và Vân Nam, và thành phố ngày càng thịnh vượng. Hứa Ái Chu đã nắm bắt cơ hội kinh doanh, và ông và bạn bè của mình cùng đấu thầu dự án cải tạo bãi biển Xích Khảm với chính phủ, và xây dựng hơn 40 cửa hàng và tòa nhà dân cư trên khu đất mới được lấp đầy. Tiếp đó, ông xây dựng khách sạn mới đầu tiên "Khách sạn Bảo Thạch" (nay là khách sạn Hồng Ngọc) trên đường Trung Sơn của Quảng Châu Loan. Hứa Ái Chu ở tuổi 30, đã trở thành người nổi tiếng trong ngành xây dựng và bất động sản và là một doanh nhân giàu có ở địa phương trong những năm 1920.
Trong Chiến tranh Trung-Nhật, ông đã mua một số lượng lớn tàu nước ngoài dưới vị trí trung lập của Pháp. Các tàu buôn đến tận các nước Đông Nam Á và trở thành một đại gia vận tải nổi tiếng. Trong thập niên 20, Hứa Ái Chu bắt đầu tham gia vào bất động sản, tiếp cận với việc khai khẩn đất ở Xích Khảm. Trong thời Nhật chiếm đóng, do mối quan hệ ngoại giao giữa Nhật Bản và Pháp, công việc vận chuyển hàng hóa sang Quảng Châu Loan của Hứa Ái Chu càng có nền tảng phát triển mạnh mẽ.
Năm 1949, thành lập Công ty Khoáng vật Nhân Hưng (仁兴矿物公司) tại Hồng Kông. Năm 1952, nhận thấy ngành công nghiệp khách sạn và thương mại bất động sản có thể sinh lời, ông đăng ký thành lập công ty TNHH Hàng không Thuận Xương (顺昌航业有限公司) góp phần phát triển giao thông đường thủy và nội địa ven biển của Trung Quốc, sau đó được định giá bởi các nhà đầu tư nước ngoài.
Năm 1957, cùng với Quan Phấn Phát (关奋发) và Bành Quốc Trân (彭国珍) thành lập Công ty Xí nghiệp Trung Kiến (中建企业公司), mua lại mảnh đất từng là khách sạn Hồng Kông để xây dựng tòa nhà Trung Kiến, sau đó cũng xây dựng Ngân hàng Châu Á (亚细亚行) và bắt đầu phát triển bất động sản tại Hồng Kông. Sau khi ông qua đời, công việc kinh doanh được thừa kế bởi 3 người con trai.
Năm 1966, Hứa Ái Chu qua đời được an táng tại biệt thự Ái Viên (愛園別墅), làng Tùng Bá Lãng (松柏塱), Thượng Thủy (上水), Tân Giới, Hồng Kông. Người con trai thứ 2 là Hứa Sĩ Phân quyên góp tiền xây dựng tòa nhà Khoa học Hứa Ái Chu cho Đại học Hồng Kông để tượng niệm người cha của mình.

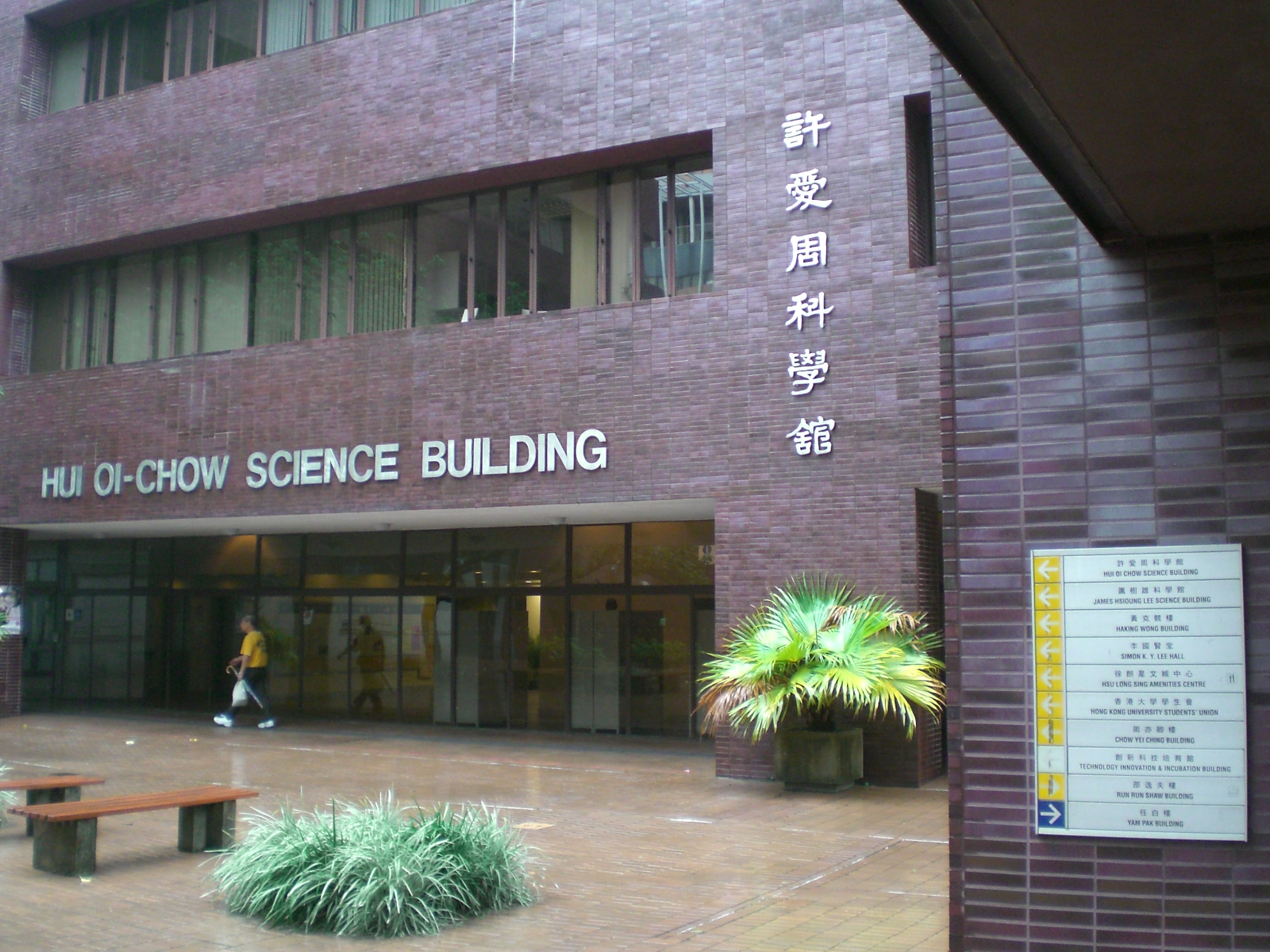
Bảo tàng Khoa học mang tên Hứa Ái Chu tại Đại học Hồng Kông.

## Từ thiện
Tại thành phố Trạm Giang, không ai là không biết đến cái tên Hứa Ái Chu. Trong thế kỷ trước, bắt đầu từ một doanh nghiệp nhỏ, từ thôn Bác Lập đến Xích Khảm, Hà Sơn, Trạm Giang đến Hồng Kông, ông làm việc chăm chỉ, mở rộng sang vận chuyển, bất động sản, thương mại hàng hải trong những năm 1940, gia đình có nhiều bất động sản ở Trạm Giang và Hồng Kông.
Sau giải phóng, gia đình Hứa Ái Chu đã chuyển đến Hồng Kông. Vào thời điểm đó, ông có tổng cộng 64 ngôi nhà ở thành phố Trạm Giang, với diện tích hơn 20.000 mét vuông. Những tài sản này được quản lý bởi chính quyền thành phố Trạm Giang trong những ngày đầu thành lập Cộng hòa Nhân dân Trung Hoa. Chính quyền đã tập trung vào việc bảo vệ các tài sản này và trả lại cho Hứa Ái Chu vào năm 1962.
Ông Hứa mất năm 1966 và hoạt động từ thiện cả đời, làm gương cho con cháu. Con trai thứ hai là Hứa Sĩ Phần, các cháu trai Hứa Tấn Khuê, Hứa Tấn Càn, Hứa Tấn Nghĩa long trọng tuyên bố thay mặt gia tộc họ Hứa, ngoài việc khấu trừ các chi phí khác nhau, tiền thuê nhà từ tài sản của Hứa Ái Chu (một ngôi nhà rộng hơn 20.000 mét vuông) tại thành phố Trạm Giang, tất cả đều được sử dụng cho các cam kết phúc lợi công cộng tại thành phố Trạm Giang.
Năm 1996, chính quyền thành phố Trạm Giang được ủy thác thành lập Ủy ban quản lý tài sản Hứa Ái Chu thành phố Trạm Giang để quản lý các bất động sản này để có thêm kinh phí tài trợ cho các tổ chức phúc lợi công đồng của thành phố. Đến cuối năm 2002, Ủy ban đã chi trả 1,32 triệu nhân dân tệ tiền thuế cho thành phố và 3,72 triệu nhân dân tệ với các cam kết phúc lợi công cộng.